# アレクサンドル・ブートレロフ

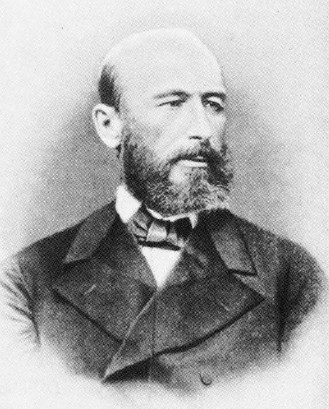
アレクサンドル・ミハイロヴィッチ・ブートレロフ

アレクサンドル・ミハイロヴィッチ・ブートレロフ（ロシア語: Алекса́ндр Миха́йлович Бу́тлеров, ラテン文字転写: Aleksandr Mikhailovich Butlerov、1828年9月6日 - 1886年8月17日）は、帝政ロシアの有機化学者である。化合物がただ1つの化学構造を持ち、それによって化学的性質が決定されているということをはじめて明確に主張したことから「ロシア化学の父」とロシアでは評価されている。

## 年表
- 1828年 カザン近郊のチストポリで生まれた。
- 1844年 カザン大学でルテニウムの発見者として知られる無機化学者カール・クラウスの元で化学を学んだ。その後、アニリン誘導体の研究を行なっていたニコライ・ジーニン（英語版）に感化を受けて有機化学へと研究分野を転向した。
- 1849年 大学卒業と同時に教職についた。
- 1854年 モスクワ大学より博士号を取得。
- 1857年 ドイツおよびフランスに留学し、アウグスト・ケクレ、アドルフ・フォン・バイヤー、アドルフ・ヴュルツら当時の著名化学者の研究所で最先端の有機構造化学理論について学んだ。
- 1858年 帰国後、カザン大学の正教授となった。
- 1861年. 化学構造の概念を提唱した。またこの年にホルモース反応を発見した。
- 1863年 第三級アルコールの合成に成功した。
- 1864年. 自身の化学構造の概念に基づいた有機化学の教科書の執筆を開始した。
- 1869年 サンクトペテルブルク大学に移り、死の前年までそこで教鞭をとった。
- 1874年 ペテルブルク化学アカデミー会員となった。後に会長職も勤めた。
- 1886年 死去。

## 業績

### 化学構造の提唱
最大の業績は化学構造の概念を明確した1861年の講演とされている。
ブートレロフは1857年の留学でケクレの下に留学している。ちょうどこの年にケクレは型の説に基づいてメタンの型、すなわち炭素の原子価が4価であることを提案しており、ここで最新の有機構造化学に関する諸事を学ぶことができた。
また、アドルフ・ヴュルツの元にはケクレとともに原子価説の提唱者として知られるアーチボルド・クーパーがおり、彼の構造概念の構築に大きな影響を与えたと考えられている。
またヘルマン・コルベの根の説もブートレロフの研究に大きな影響を与えている。
ブートレロフは留学先で学んだ理論を合わせて化学構造の概念を構築した。
ブートレロフは1861年の講演でこれらの理論を総括し、分子中の原子間の結合の様式を化学構造と命名し、「分子の化学的性質はその成分元素の性質と量、化学構造による」と述べた。
ここでブートレロフは従来の型の説や根の説での構造式に対して用いられていたConstitutionという語に代わってStrukturの語を用いた。
ケクレやその先駆者であったシャルル・ジェラールにとっては構造式は実験的事実である化学反応をうまく説明するためのものであって、そのような構造が静的に実在するとは考えていなかった。
反応を起こす瞬間だけ特定の構造が現れるのではないかという見方（これはジェラールやアレクサンダー・ウィリアムソンが唱えていた）もケクレは完全には捨てていなかった。
当時は原子はまだ実在が確認されておらず、結合もその本性は不明であり、これらはあくまで化学の諸法則を説明するのに仮定すると都合がいいといった程度のものであったからである。
ブートレロフもそれについては留保しており、この化学構造は物理的な実体を指してはいないと主張している。
しかし化合物がただ1つの化学構造を持っていると考えることによって、その化合物の化学的性質すべてを演繹的に導くことができると考えた。
また化学構造を決定する方法として、既知の化学構造を持つ物質を原料として特定の結合だけを選択的に形成できる温和な条件での合成か、特定の結合だけを選択的に切断できる温和な条件で分解して既知の化学構造を持つ物質へ誘導することを挙げている。
これは現代でも化学の研究に一般的に用いられているパラダイムである。
しかし、この講演はあまり権威のないZeitschrift für Chemie und Pharmacieに掲載されたこと(この時代はAnnalen der Chemie und Pharmacieの方がずっと権威があった)と、ケクレとその一派が化学の中心地であったドイツで大きな力を持っていたこともあってケクレの業績を焼きなおしただけではないかと考えられたこともあり、第二次世界大戦後まで長らく埋もれた状態にあった。
ブートレロフの弟子であるウラジミール・マルコヴニコフはこのことについてケクレ一派を批判する論文を書いて、アドルフ・フォン・バイヤーとの共同研究をふいにしている。
ブートレロフの業績の再評価はソビエトの学会での一つの事件に端を発する。
1951年6月にソビエト科学アカデミーで共鳴理論批判と呼ばれる大きな討論が行なわれた。
これはライナス・ポーリングの共鳴理論やクリストファー・インゴールドらの有機電子論が弁証法的唯物論的でないという理由によって非難された事件である（関連:ルイセンコ論争）。
これらはいずれも多数の極限構造の重ね合わせによってある化合物の性質を説明しようとするものであって、それが観念論的だと非難されたのである。
ここで拠り所となる理論としてブートレロフの理論が大きく取り上げられた。
この事件は西側の化学雑誌でも取り上げられることとなり、結果としてブートレロフの業績が日の目を見ることになった。

### ホルモース反応の発見
ブートレロフは炭素の原子価が4であるとすればH2C=O(ホルムアルデヒド)やH2C(OH)2（ホルムアルデヒドの水和物）が存在するはずだと考え、それを研究する途中でホルマリンを得て、それを水酸化カルシウムで処理することでこの反応を発見した。
これは糖類の構造決定に示唆を与えることになる。

### 第三級アルコールの合成
これはコルベの根の説で予言された第三級アルコールについての検証実験である。
ブートレロフはジアルキル亜鉛とホスゲンやカルボン酸塩化物の反応で第三級アルコールの合成に成功した。

## 関連人物
サンクトペテルブルク大学の同僚にドミトリ・メンデレーエフがいる。ブートレロフは1880年に師のニコライ・ジーニンの後任としてロシア科学アカデミーの正会員に推挙しているが、選挙で敗れている。
弟子にはウラジミール・マルコヴニコフ、アレクサンドル・ザイツェフ、アレクセイ・ファヴォルスキーがおり、マルコヴニコフ、ザイツェフはそれぞれアルケンの化学反応についての経験則（ザイツェフ則・マルコヴニコフ則）を提案している。ファヴォルスキーはファヴォルスキー転位、ファヴォルスキー反応に名前を残している。